# Masacre de Ponary
La masacre de Ponary o masacre de Paneriai (en polaco: zbrodnia w Ponarach) fue el asesinato en masa de hasta 100,000 personas, en su mayoría judíos, polacos y rusos, por parte de las SD y SS alemanas y sus colaboradores lituanos, incluidos los escuadrones de la muerte Ypatingasis būrys, durante la Segunda Guerra Mundial y el Holocausto en el Generalbezirk Litauen del Reichskommissariat Ostland. Los asesinatos tuvieron lugar entre julio de 1941 y agosto de 1944, cerca de la estación de tren de Ponary (ahora Paneriai), un suburbio de la actual Vilna, Lituania. 70,000 judíos fueron asesinados en Ponary, junto con hasta 20,000 polacos, y 8,000 prisioneros de guerra soviéticos, la mayoría de ellos de la cercana Vilna y su recién formado gueto de Vilna.
Lituania se convirtió en uno de los primeros lugares fuera de la Polonia ocupada (aunque Vilna era de facto una ciudad polaca que pertenecía a Polonia antes del estallido de la Segunda Guerra Mundial, en 1939 anexada ilegalmente por la URSS y luego por Lituania tras la agresión soviética a Polonia) en la Segunda Guerra Mundial donde los nazis asesinarían en masa a los judíos como parte de la Solución Final. De los 70,000 judíos que vivían en Vilna según Snyder, solo unos 7,000 sobrevivieron a la guerra. El número de habitantes, estimado por Sedlis, en junio de 1941 era de 80,000 judíos, o la mitad de la población de la ciudad. Según la Enciclopedia del Holocausto y otros, más de dos tercios de ellos o al menos 50,000 judíos habían sido asesinados antes de finales de 1941.

## Antecedentes
Tras el motín de Żeligowski y la creación de la efímera Lituania Central, de conformidad con los acuerdos internacionales ratificados en 1923 por la Sociedad de las Naciones, el pueblo de Ponary pasó a formar parte del voivodato de Wilno (región de Kresy) de la Segunda República de Polonia. Los idiomas predominantes en la zona eran el polaco y el yiddish. Después de la invasión alemana de Polonia en septiembre de 1939, la región fue anexada por los soviéticos y el 10 de octubre, transferida a Lituania de acuerdo con el Tratado soviético-lituano .
Tras la anexión soviética de Lituania y los estados bálticos en junio de 1940, se inició la construcción de una bodega de petróleo cerca de Ponary, junto con el futuro aeródromo militar soviético. Ese proyecto nunca se completó, y en junio de 1941 el área fue invadida por la Wehrmacht en la Operación Barbarroja. Los escuadrones de la muerte nazis decidieron utilizar los seis grandes pozos excavados para los tanques de almacenamiento de petróleo para secuestrar, asesinar y esconder los cuerpos de los lugareños condenados.

## Masacres

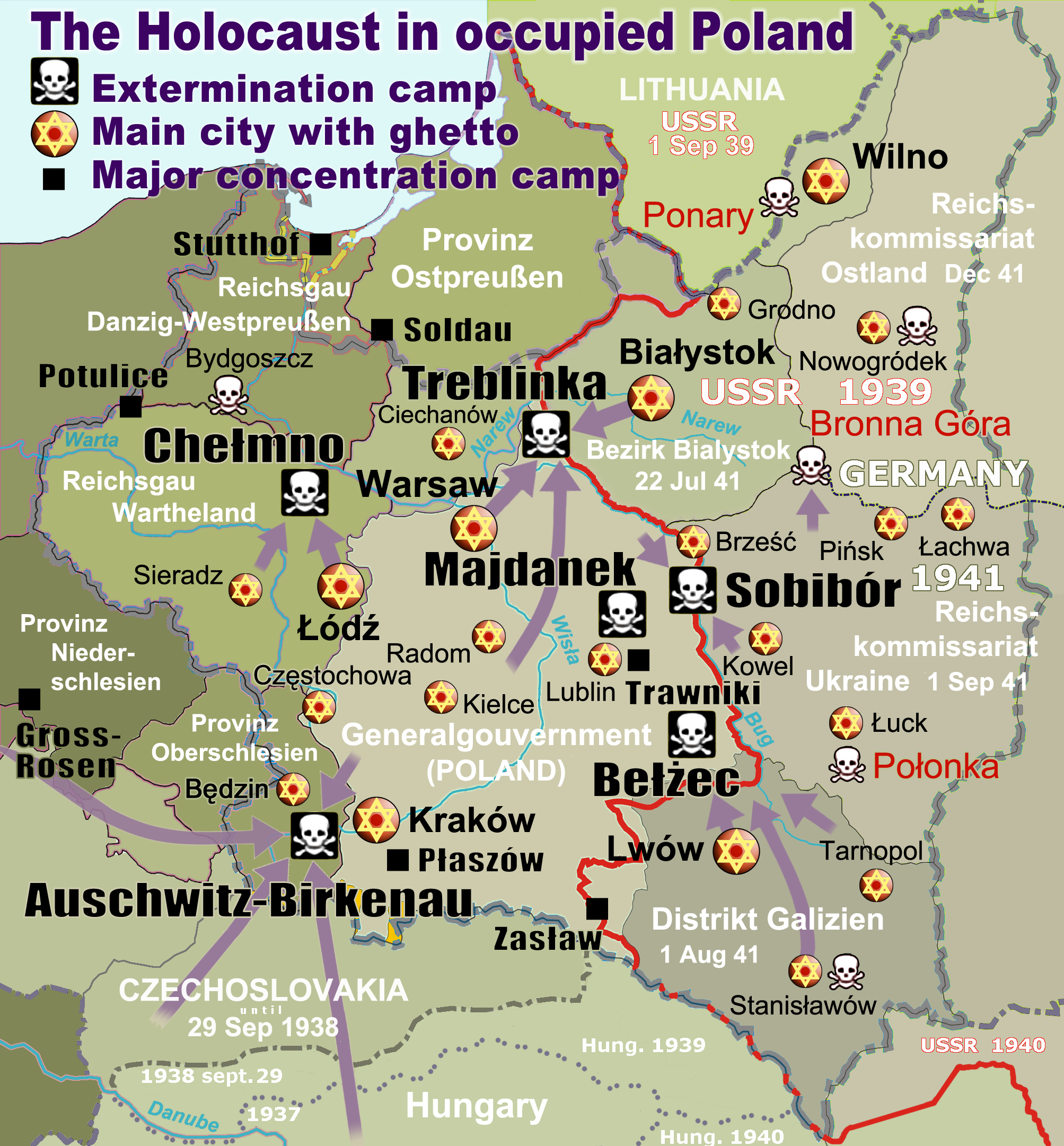
Sitio de la masacre de Ponary en el mapa del Holocausto en Polonia (esquina superior derecha, cerca de Vilna), marcado con una calavera blanca

Las masacres comenzaron en julio de 1941, tan pronto como el SS Einsatzkommando 9 llegó a Vilna el 2 de julio de 1941; La mayoría de los asesinatos fueron llevados a cabo por los pelotones especiales de Ypatingasis burys (voluntarios lituanos) de 80 hombres. El 9 de agosto de 1941, el EK 9 fue reemplazado por el EK 3. En septiembre de ese mismo año, se estableció el gueto de Vilna 3,700 judíos fueron fusilados en una operación y otros 6,000 fueron detenidos en la ciudad y llevados hasta Paneriai. La mayoría de las víctimas fueron desnudadas antes de dispararles. Durante el verano y el otoño se llevaron a cabo más asesinatos en masa, con la ayuda de Ypatingasis burys.
Para finales de año, entre 50,000 y 60,000 judíos de Vilna (hombres, mujeres y niños) habían sido asesinados. Según Snyder, 21,700 de ellos fueron fusilados en Ponary, pero existen serias discrepancias sobre el número de muertos durante este período. Yitzhak Arad proporcionó información en su libro Ghetto in Flames basado en documentación judía original complementada por los informes de los Einsatzgruppen, tarjetas de racionamiento y permisos de trabajo.
Según sus estimaciones, para finales de diciembre, 33,500 judíos de Vilna fueron asesinados en Ponary, 3,500 huyeron hacia el este y 2,000 permanecieron en el gueto. : 215 La razón de un rango tan amplio de muertes estimadas fue la presencia de refugiados de guerra que llegaban desde el oeste de Polonia ocupado por los alemanes, cuyos derechos de residencia fueron denegados por la nueva administración lituana. En vísperas de la anexión soviética de Lituania en junio de 1940, Vilna albergaba a unos 100,000 recién llegados, incluidos 85,000 polacos y 10,000 judíos, según la Cruz Roja lituana.
El ritmo de los asesinatos bajó en 1942, cuando la Wehrmacht se apropió de los trabajadores esclavos judíos en los guetos. A medida que avanzaban las tropas soviéticas en 1943, las unidades nazis intentaron encubrir el crimen bajo la directiva Sonderktion 1005. Ochenta reclusos del campo de concentración de Stutthof fueron obligados a conformar el Leichenkommando ("unidades de cadáveres"). Los trabajadores se vieron forzados a desenterrar cuerpos, apilarlos sobre madera y quemarlos. Luego, las cenizas se trituraron, se mezclaron con arena y se enterraron. Después de meses de este terrible trabajo, la brigada logró escapar el 19 de abril de 1944 a través de un túnel excavado con cucharas. Once de los ochenta que escaparon, sobrevivieron a la guerra; su testimonio contribuyó a revelar la masacre.

## Víctimas
El número total de víctimas a fines de 1944 se estimaba entre 70,000 y 100,000. Según la exhumación de posguerra realizada por las fuerzas del 2º Frente Bielorruso Soviético, la mayoría (50,000-70,000) de las víctimas eran judíos polacos y lituanos de las ciudades cercanas de Polonia y Lituania, mientras que el resto eran principalmente polacos (alrededor de 20,000) y rusos (alrededor de 8,000). Según Monika Tomkiewicz, autora de un libro sobre la masacre de Ponary, 80,000 personas fueron asesinadas, incluidos 72,000 judíos, 5,000 prisioneros soviéticos, entre 1,500 y 2,000 polacos, 1,000 personas descritas como comunistas o activistas soviéticos y 40 romaníes.
Las víctimas polacas eran en su mayoría miembros de la inteligentsia polaca: académicos, educadores (como Kazimierz Pelczar, profesor de la Universidad Stefan Batory), sacerdotes (como el padre Romuald Świrkowski) y miembros del Armia Krajowa. Entre las primeras víctimas se encontraban aproximadamente 7,500 prisioneros de guerra soviéticos que fueron fusilados en 1941, poco después de que comenzara la Operación Barbarroja. En etapas posteriores también hubo un número menor de víctimas de otras nacionalidades, incluidos rusos locales, romaníes y lituanos, en particular simpatizantes comunistas (Liudas Adomauskas, Valerijonas Knyva, Aleksandra Bulotos) y más de 80 soldados del Destacamento Lituano Local del General Povilas Plechavičius, que se negó a seguir las órdenes alemanas.

## Conmemoración
La información sobre la masacre comenzó a difundirse en 1943, debido a las actividades y trabajos de Helena Pasierbska, Józef Mackiewicz, Kazimierz Sakowicz y otros. No obstante, el régimen soviético, que apoyó el reasentamiento de los polacos de Kresy, consideró conveniente negar que los polacos o los judíos fueran el objetivo de la masacre en Paneriai; la línea oficial era que Paneriai era un sitio de masacre de ciudadanos soviéticos únicamente. Esto llevó a algunos, incluido el primer ministro polaco Jerzy Buzek, a comparar esto con la masacre de Katyn.
El 22 de octubre de 2000, una década después de la caída del comunismo, en la Lituania independiente, un esfuerzo de varias organizaciones polacas dio como resultado la elevación de un monumento (una cruz) a los ciudadanos polacos caídos, durante una ceremonia oficial en la que participaron representantes de los gobiernos polaco y lituano (Bronisław Komorowski, el ministro de Defensa polaco, y su homólogo lituano), así como varias ONG.
El lugar de la masacre se conmemora con un monumento a las víctimas del Holocausto (erigido en 1991), un monumento a las víctimas polacas (erigido en 1990 y reconstruido en 2000), un monumento a los soldados de la brigada local lituana asesinados por los nazis en mayo de 1944 (erigido en 2004), una piedra conmemorativa de los prisioneros de guerra soviéticos, muertos de hambre y fusilados en 1941 (erigido en 1996) y un pequeño museo (actualmente centro de información del conmemorativo de Paneriai). El primer monumento en el antiguo sitio de la masacre fue construido por judíos de Vilna en 1948, pero pronto fue reemplazado por el régimen soviético con un obelisco convencional dedicado a las "Víctimas del fascismo".
Los asesinatos en Paneriai están siendo investigados actualmente por la rama de Gdańsk del Instituto Polaco de la Memoria Nacional y por el Centro de Investigación de Genocidio y Resistencia de Lituania . En la página web creada por el Museo Judío Estatal de Vilna Gaon se puede encontrar información y recursos sobre el sitio de la masacre.
La masacre fue registrada por el periodista polaco Kazimierz Sakowicz (1899-1944) en una serie de entradas en diario, escrito en la clandestinidad de su casa de campo en Wilno, Lituania. Después del fallecimiento de Sakowicz en 1944, sus apuntes fueron localizados y encontrados en varios pedazos de papel, botellas de refresco y en un calendario de 1941 por la sobreviviente del holocausto y autora, Rachel Margolis. Margolis, que había perdido a miembros de su familia durante la Masacre de Ponary, publicó más tarde la colección en 1999 en polaco. El diario se volvió muy importante para rastrear la línea de tiempo de la masacre y, en muchos casos, les dio a los familiares sobrevivientes un cierre sobre lo que les sucedió a sus seres queridos. El libro está escrito a detalle y de manera testimonial.

### Monumentos en el sitio

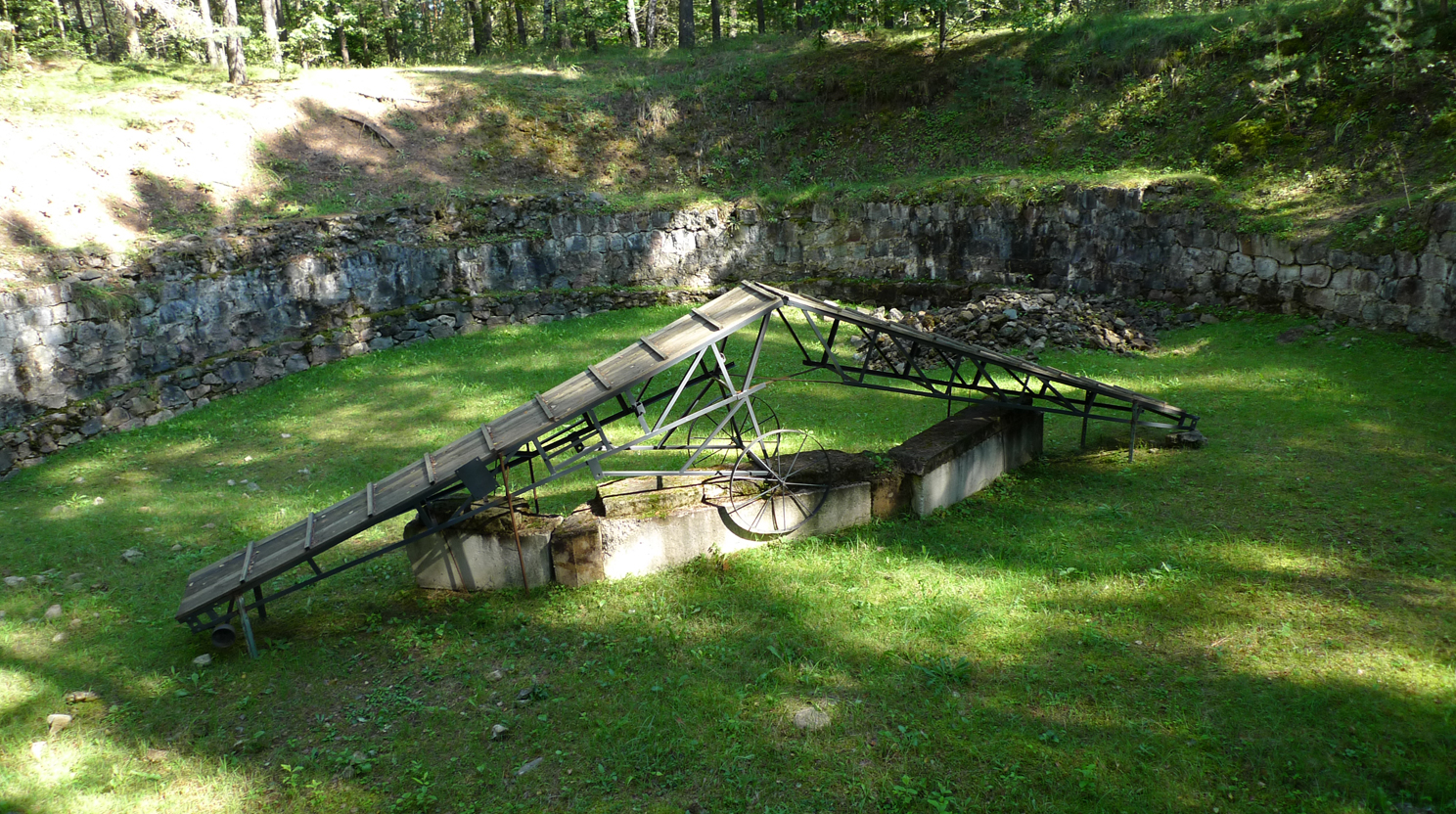
Pozo utilizado para la quema de cadáveres que fueron exhumados en un intento de destruir evidencia de los asesinatos en masa.
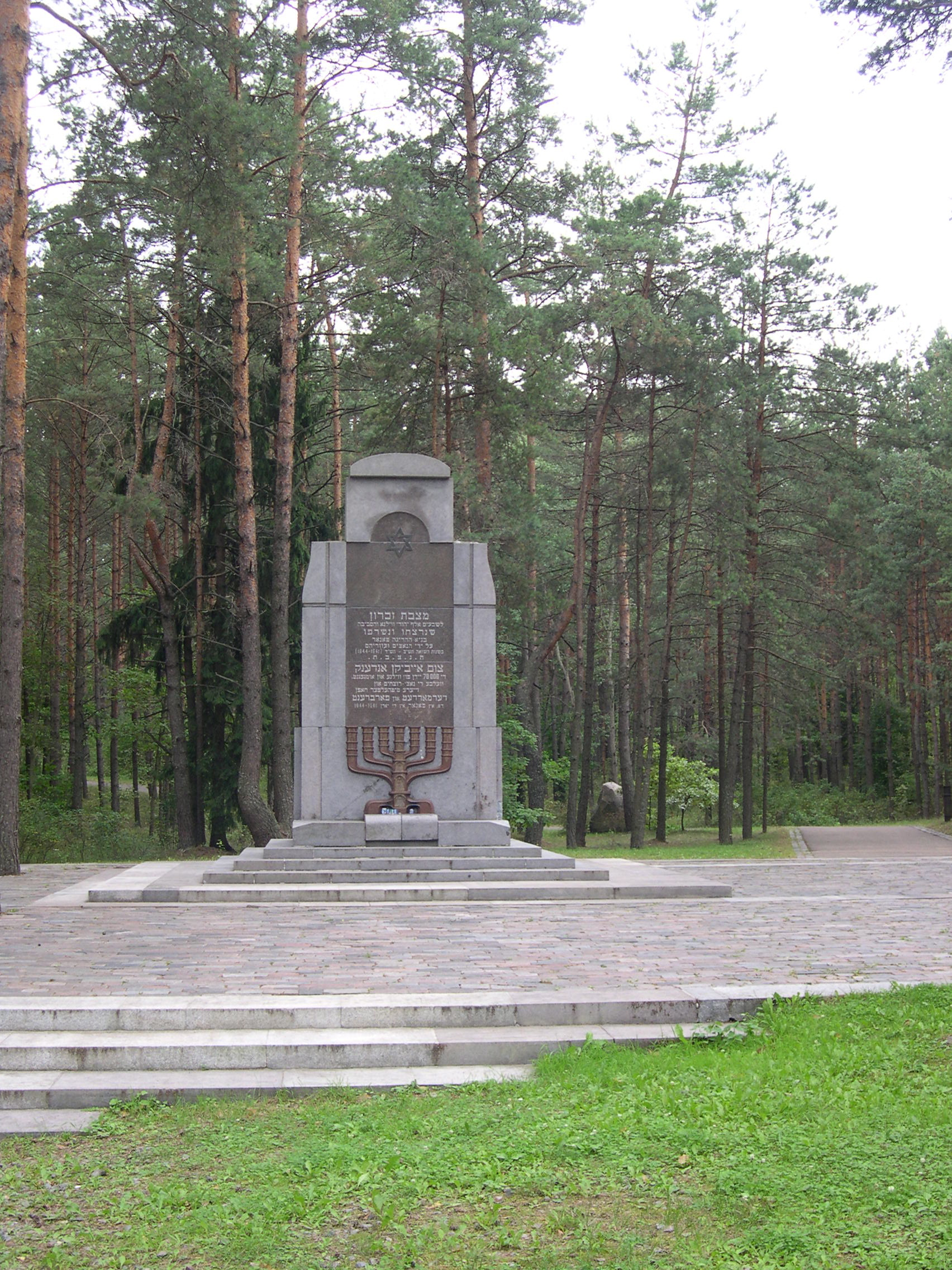
Monumento a las víctimas judías.
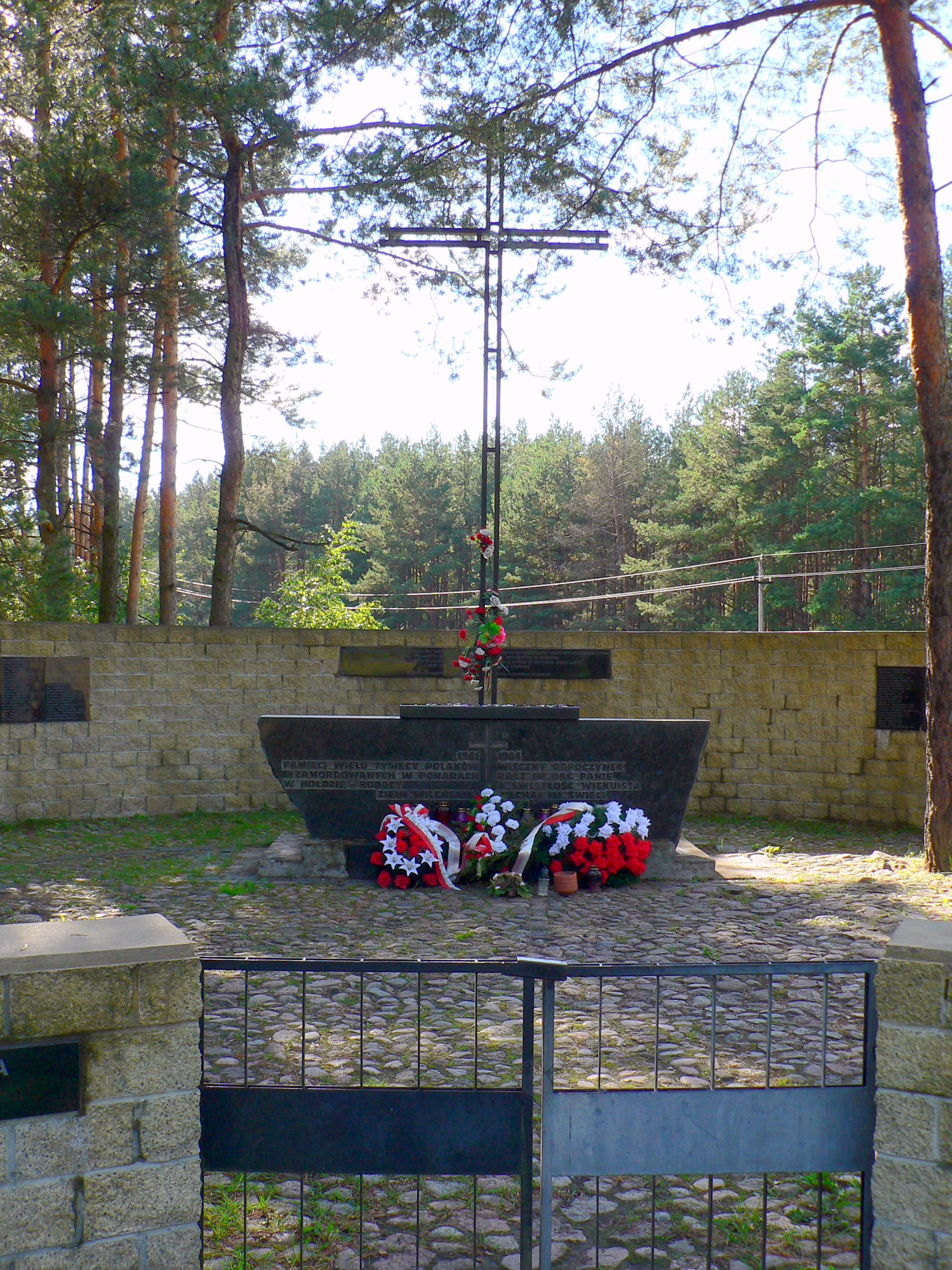
Monumento a las víctimas polacas.
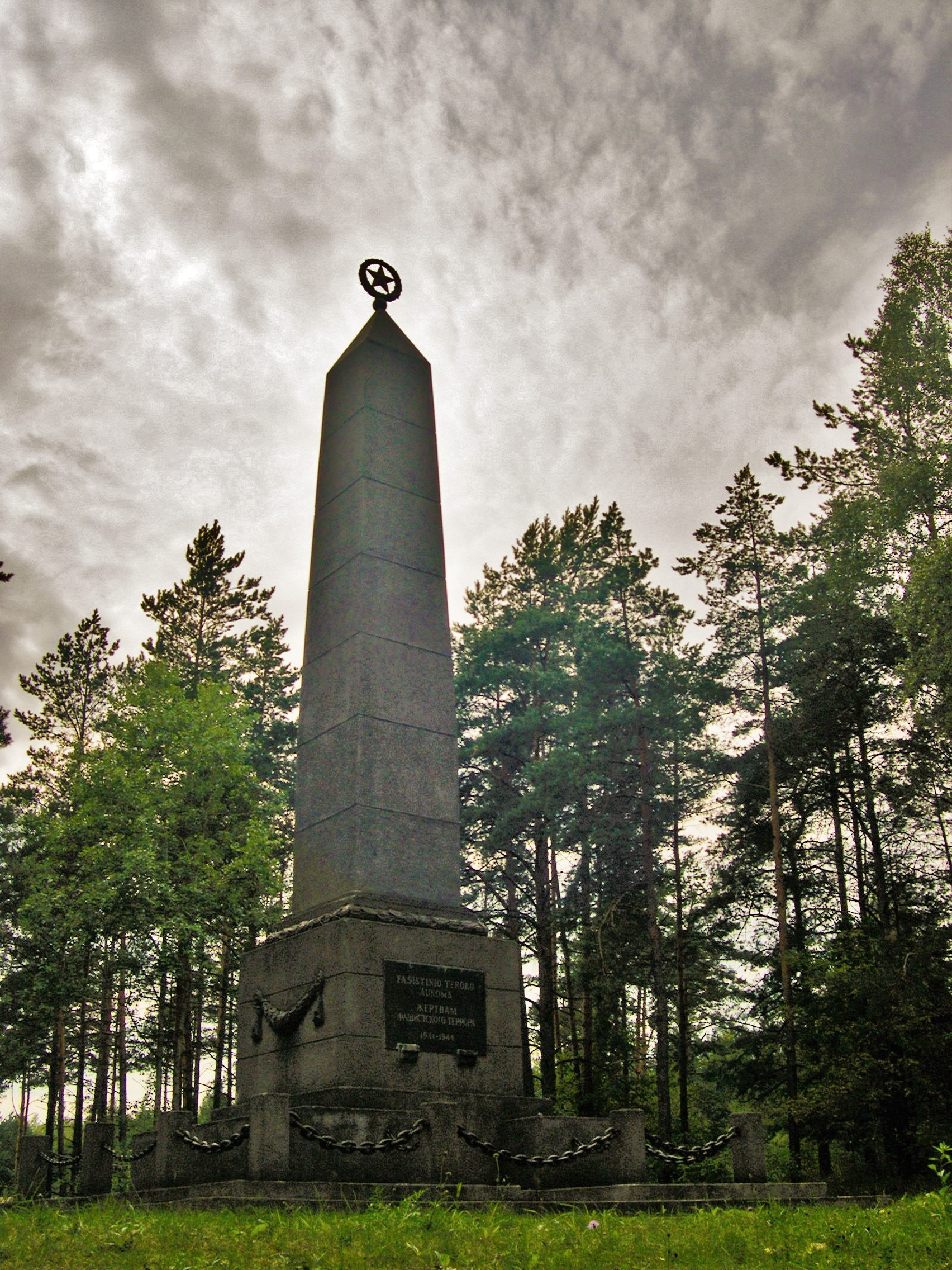
Monumento a las víctimas soviéticas.
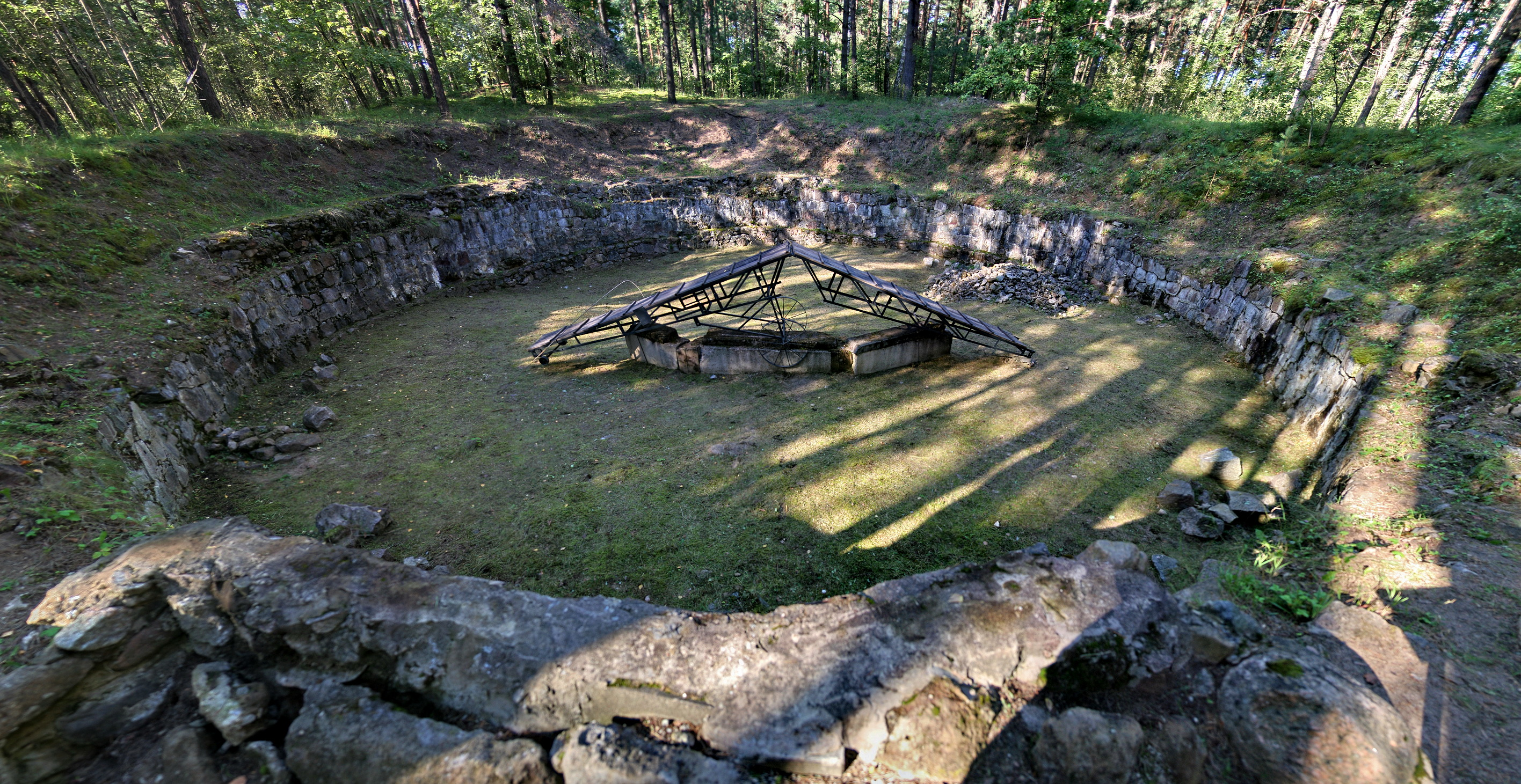
Un pozo utilizado para incinerar cadáveres.

### Cine e imágenes
- Entrevista a Yad Vashem sobre Ponary en YouTube..
- Chronicles of the Vilna Ghetto: wartime photographs & documents; vilnaghetto.com

- Datos: Q2005090
- Multimedia: Ponary massacre / Q2005090